# Chiesa di Sant'Antonio (Tenno)
La chiesa di Sant'Antonio è la parrocchiale a Ville del Monte, frazione di Tenno, appartenente alla Comunità Alto Garda e Ledro. Risale al XV secolo.

## Storia

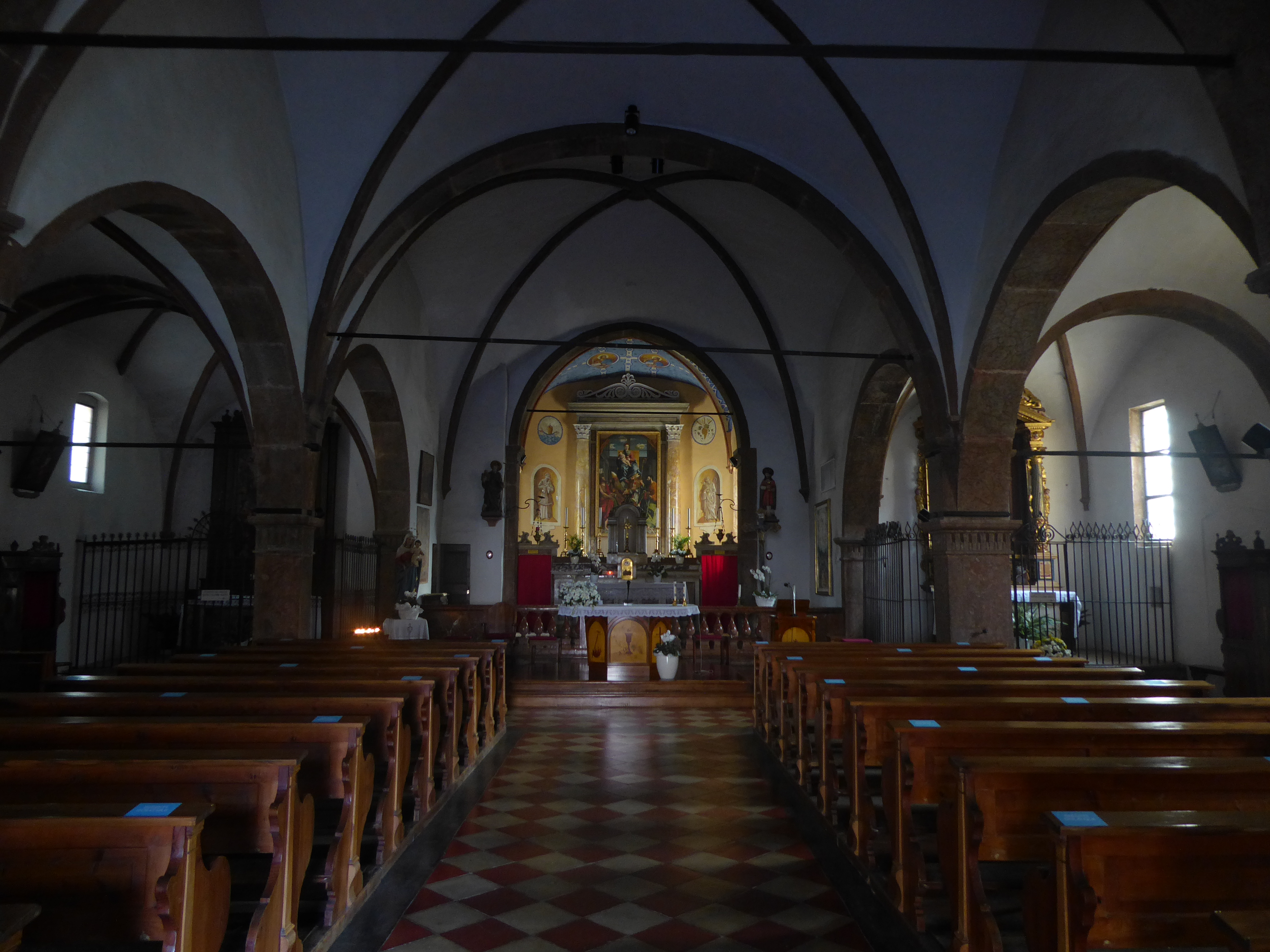
Interno

Nel XV secolo venne eretta la prima chiesa nella località di Ville del Monte, a Tenno, e nei due secoli successivi si procedette con diversi restauri ed ampliamenti, oltre che a decorazioni con affreschi. A testimonianza di questi interventi sono presenti molte date scolpite su lapidi ed elementi decorativi dell'edificio.
Nella seconda metà del XX secolo si sono decorate sia l'abside sia la controfacciata
La chiesa è stata elevata alla dignità parrocchiale nel 1955, mentre sino ad allora era stata sussidiaria della pieve di Tenno.
In epoche successive l'edificio è stato oggetto di nuovi interventi restaurativi sino al più recente conclusosi nel 2014, con la sistemazione delle coperture e la messa a norma delle stesse.